# Comocladia dodonaea
Comocladia dodonaea är en sumakväxtart som först beskrevs av Carl von Linné, och fick sitt nu gällande namn av Urban. Comocladia dodonaea ingår i släktet Comocladia och familjen sumakväxter. Inga underarter finns listade i Catalogue of Life.